# Parlement du Somaliland
5e législature (Chambre des représentants)
Bâtiment du Parlement somalilandais
Le Parlement du Somaliland (en somali : Baarlamaanka Somaliland ; en arabe : البرلمان في ارض الصومال romanisé : albarlaman fi ard alsuwmal) est l'organe bicaméral exerçant le pouvoir législatif au Somaliland.
Il se compose :
- d'une chambre basse, la Chambre des représentants ;
- d'une chambre haute la Chambre des Anciens.